# Machame Uroki
Machame Uroki è una circoscrizione rurale (rural ward) della Tanzania situata nel distretto di Hai, regione del Kilimangiaro. Conta una popolazione di 10 762 abitanti (censimento 2012).